# عبد اللطيف بن إسماعيل البغدادي
أبو الحسن عبد اللطيف بن إسماعيل بن أبي سعد الصوفي المعروف بابن شيخ الشيوخ، ولقبه ضياء الدين، وهو أخو شيخ الشيوخ صدر الدين بن إسماعيل الذي قدم رسولاً على صلاح الدين من بغداد مراراً.
سمع عبد اللطيف الحديث من والده أبي البركات إسماعيل وغيره، وكان صالحاً ثقة، وحجّ، وسافر إلى مصر ثم إلى القدس، وقدم دمشق، وتوفي فيها سنة 596هـ.
وسمع العز بن عبد السلام منه الحديث.